# Лихов (Лауенбург)
Лихов (њем. Lüchow) општина је у њемачкој савезној држави Шлезвиг-Холштајн. Једно је од 131 општинског средишта округа Херцогтум Лауенбург. Према процјени из 2010. у општини је живјело 221 становника. Посједује регионалну шифру (AGS) 1053086.

## Географски и демографски подаци
Лихов се налази у савезној држави Шлезвиг-Холштајн у округу Херцогтум Лауенбург. Општина се налази на надморској висини од 48 метара. Површина општине износи 4,6 km². У самом мјесту је, према процјени из 2010. године, живјело 221 становника. Просјечна густина становништва износи 48 становника/km².